# Geschichte der Stadt Ingelheim
Die Geschichte der Stadt Ingelheim umfasst die Entwicklungen auf dem heutigen Gebiet der Stadt Ingelheim von der ersten Besiedlung bis zur Gegenwart. Im Mittelalter hatte Ingelheim als Kaiserpfalz besondere Bedeutung.

## Vorgeschichte

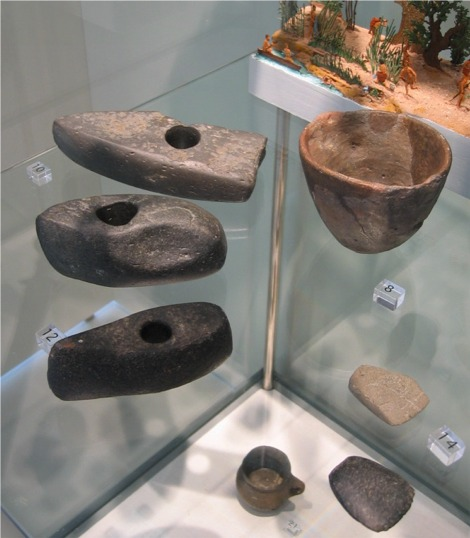
Steinzeitliche Funde aus dem Ingelheimer Raum

Faustkeilfunde lassen darauf schließen, dass bereits vor etwa 50.000 Jahren das Gebiet um Ingelheim von Menschen durchzogen wurde. Seit der Jungsteinzeit lassen sich kontinuierlich Siedlungsspuren an den fruchtbaren Hängen des Selztales und am Rhein nachweisen.
Beispielsweise wurden in einem heutigen Stadtteil von Ingelheim, Heidesheim, im Jahr 1913 Hockergräber entdeckt, die auf um 2400 v. Chr. datiert werden.
Vor der römischen Eroberung wurde das Gebiet wahrscheinlich von keltischen Treverern bewohnt.
Einen Hinweis auf die Kelten geben Gräber aus der Zeit um 450–200 v. Chr., als das nördliche Rheinhessen Teil des keltischen Siedlungsgebietes war.

## Antike

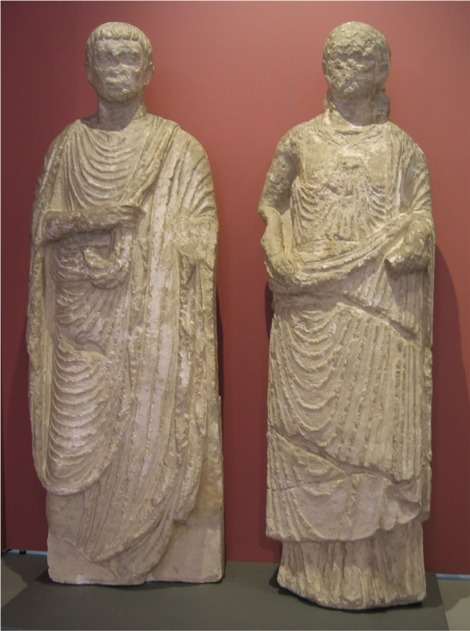
Gallorömische Grabfiguren aus Ingelheim

Nach der Einbeziehung in das römische Reich diente die Gegend um Ingelheim mit vielen ländlichen Höfen, den sog. villae rusticae, in erster Linie der Versorgung von Truppen und Zivilisten im Stationierungsort Mogontiacum, dem heutigen Mainz. Durch das Gebiet zogen sich römische Straßen, die wichtigen Verbindungen zwischen Mogontiacum und Trier beziehungsweise Koblenz/Köln. Grab- und Münzschatzfunde lassen auf einen erheblichen Wohlstand der romanisierten Bewohner schließen, vor allem im 2. Jahrhundert n. Chr. Es scheint an den Straßen auch einen Vicus, d. h. ein Gewerbegebiet gegeben zu haben, dessen Name sich aber nicht erhalten hat. Als Durchzugsgebiet und aufgrund der Nähe zu Mainz war das Ingelheimer Gebiet auch vielen Kriegshandlungen und Plünderungszügen ausgesetzt, die im dritten und vierten Jahrhundert zu massiven Zerstörungen geführt haben, d. h. zum Ende des Vicus und wohl auch aller Villae.

## Mittelalter

### Aufstieg zum politischen Zentrum
Spätestens ab dem 5. Jahrhundert wurde das Gebiet durch Franken bäuerlich besiedelt. Wahrscheinlich nach einem von ihnen („Ingilo“?) wurde – wie im seit dem 19. Jahrhundert so genannten Rheinhessen üblich – einer dieser fränkischen Gutshöfe Ingilen-heim genannt, woraus der heutige Namen entstanden ist. Es war wahrscheinlich der große Königshof, der mindestens seit merowingischer Zeit, also ab dem 6. Jahrhundert, in Ingelheim existierte.
Das ganze Gebiet um Ingelheim war als „Ingelheimer Reich“, ab dem 14. Jahrhundert auch „Ingelheimer Grund“, bereits seit fränkischen Zeiten Krongut.
Die im Jahre 741 erstmals urkundlich erwähnte Remigiuskirche gehört ab 750 mitsamt ihren feudalen Einkünften zum Bistum Würzburg. Wegen des durch den Würzburger Bischof Burkard ins Leben gerufenen Kilianskults erhielt sie ein zusätzliches Kilianspatrozinium.
Überregionale Bedeutung erlangte das Gebiet durch den Beschluss Karls des Großen, neben dem Königshof mit dem Bau einer Kaiserpfalz. Der erste urkundlich belegte Aufenthalt Karls datiert aus dem Jahr 774. Fertig gestellt wurde diese Pfalz möglicherweise erst unter seinem Sohn Ludwig dem Frommen, der sich viel öfter (mindestens zehnmal) als sein Vater (drei- oder viermal) in Ingelheim aufhielt.
Seit Karl diente die später mehrfach umgebaute Pfalz für fast vier Jahrhunderte als wichtiger Stützpunkt der mittelalterlichen deutschen Könige und Kaiser, der von zahlreichen Besuchen der Herrscher, von Synoden und Hoftagen gekennzeichnet ist:
787/88 feierte Karl der Große Weihnachten und Ostern in Ingelheim. Während dieses Aufenthaltes wurde auf einem Hoftag der Bayernherzog Tassilo III. abgesetzt und in ein Kloster verbannt. Aus diesem Jahr stammt auch die erste urkundliche Erwähnung der Pfalz.
Nach seiner Kaiserkrönung weilte Karl erstmals 807 wieder in Ingelheim und hielt hier einen Hoftag ab. Sein Sohn Ludwig empfing 819 Gesandte des Kaisers Leo V. Im gleichen Jahr fand ein Reichstag statt, auf dem wahrscheinlich die Politik des Reiches in Pannonien und Dänemark behandelt wurde.
823 wurde die Gründungsurkunde des Klosters Corvey in Ingelheim ausgefertigt. Drei Jahre darauf hielt Ludwig erneut einen Hoftag und eine Synode in Ingelheim ab. Er empfing hier den Dänenkönig Harald Klak, der am 24. Juni 827 im Stift St. Alban vor Mainz die Taufe empfing und anschließend in Ingelheim ein glänzendes Fest feierte. In den nächsten zehn Jahren stand Ingelheim nicht mehr im Zentrum der Reichspolitik. Lediglich 828 fand eine Reichsversammlung in Anwesenheit einer päpstlichen Delegation, sowie 831 ein Hoftag statt. Belegt ist auch ein kurzer Besuch Ludwigs im Jahre 836.
Am 18. Mai 839 empfing Ludwig Abgesandte des byzantinischen Kaisers Theophilus und handelte mit ihnen einen Freundschaftspakt aus. Ebenfalls anwesend war eine Abordnung der Kiewer Rus, also des Normannenreiches um Kiew.
Ludwig der Fromme starb am 20. Juni 840 auf einer Rheininsel (Au) vor Ingelheim. Der Leichnam des Kaisers wurde aber nach Metz in die Begräbnisstätte seiner Familie im Kloster St. Arnulf überführt und dort beigesetzt. Kurz nach seinem Tode hielt sein Sohn Lothar in Ingelheim eine Versammlung ab, mit dem Ziel die Einheit des Reiches zu erhalten. Es blieb aber letzten Endes bei dem Versuch und im Vertrag von Verdun wurde die Reichsteilung festgeschrieben. Ingelheim gehörte dadurch zum östlichen Reichsteil, dem späteren Deutschland.
Vom ersten Aufenthalt Karls des Großen bis zum Tode Ludwigs sind dreizehn oder vierzehn Herrscheraufenthalte in Ingelheim aktenkundig. Nach seinem Tode verlor Ingelheim an Bedeutung. Bis 940 sind nur noch neun Aufenthalte der späteren Karolinger bekannt.

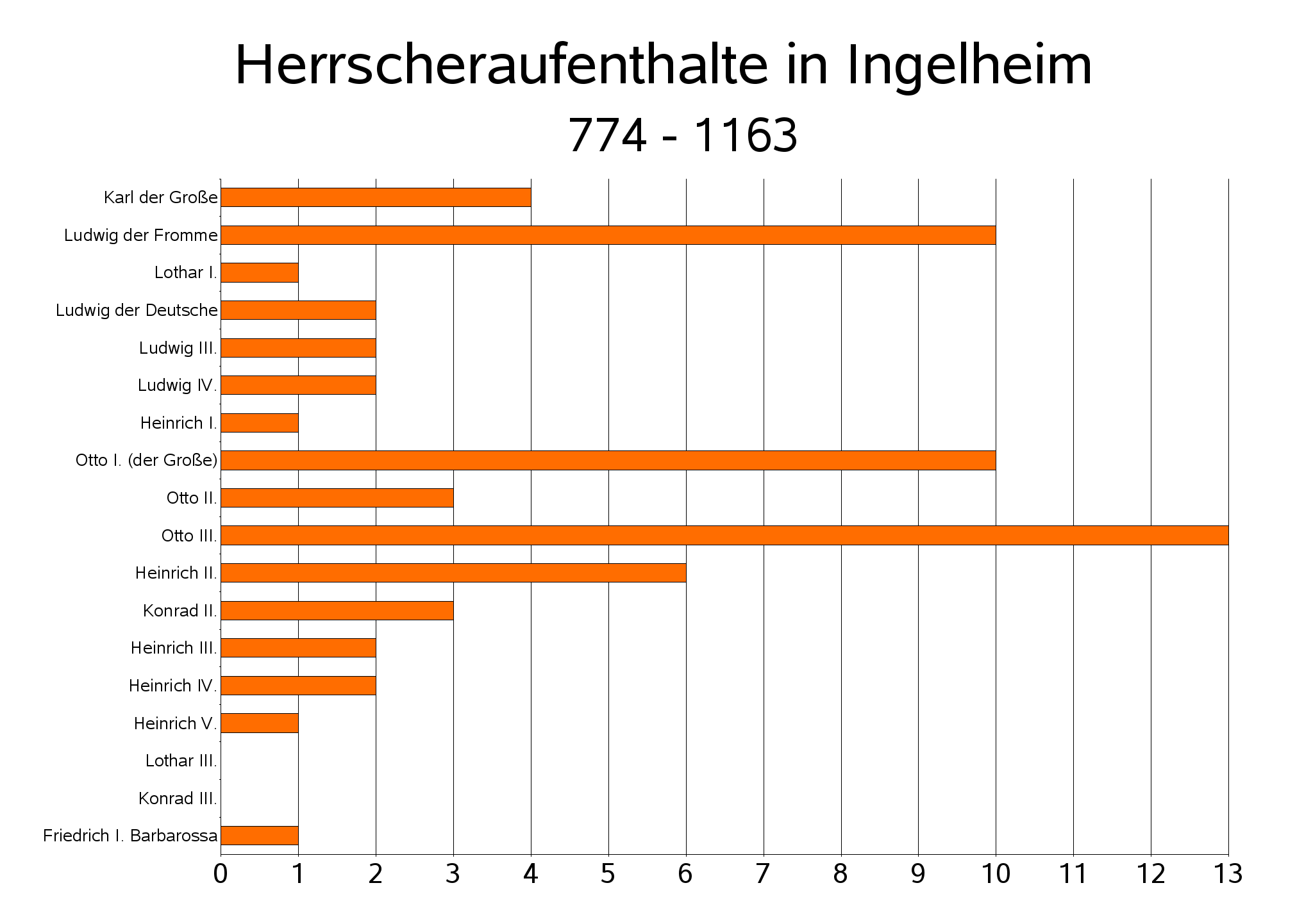
Herrscheraufenthalte in Ingelheim 774–1163

937 besuchte Otto der Große zum ersten Mal Ingelheim. Mit diesem Besuch begann eine zweite Hochphase der Pfalz. Bis 1040 besuchten Könige bzw. Kaiser 34-mal die Ingelheimer Pfalz.
Zu Ostern, aber nie zu Weihnachten, erfreute sie sich unter den sächsischen Herrschern großer Beliebtheit als Ort der Feierlichkeiten zu den üblichen Festkrönungen. Die Angaben schwanken zwischen 10 Besuchen, von denen man sicher weiß, und gehen bis zu vermuteten 17 Aufenthalten.
941 kerkerte König Otto der Große seinen Bruder Heinrich wegen Aufruhrs in Ingelheim ein.
Im Jahre 948 tagte (wahrscheinlich) im Vorgängerbau der heutigen Remigiuskirche unter Leitung des päpstlichen Legaten Bischof Marinus von Bomarzo die Universalsynode von Ingelheim, an der auch Otto der Große und der französische König Ludwig IV. teilnahmen. Ziel war es die Machtkämpfe im westlichen Frankreich, sowie die Besetzung des Bischofsstuhles von Reims zu klären. Eine weitere Synode berief Otto 972 nach Ingelheim ein.
953: Otto feierte das Osterfest in Ingelheim.
974: Herzog Heinrich von Bayern (Heinrich der Zänker) wurde von Kaiser Otto II. in Ingelheim festgesetzt.
Auch im 11. Jahrhundert wurde die Ingelheimer Pfalz unter mehreren Herrschern noch verschiedentlich aufgesucht. So beging Heinrich II. 1017 das Oster- und 1018 das Pfingstfest in Ingelheim. 1018 besetzte er hierbei den seit kurzem vakanten Bischofsstuhl von Konstanz mit seinem bisherigen Kaplan Rothard.
1030: Der erste salische Kaiser Konrad II. beging Ostern in Ingelheim. Herzog Ernst von Schwaben verlor endgültig sein Herzogtum.
1043 heiratete hier Heinrich III. Agnes, die Tochter des Herzogs von Aquitanien und Poitou. Sebastian Münster berichtet darüber in seiner Cosmographia:
Anno 1044. (sic!) hielt der Keyser Heinrich der dritt zu Ingelheim Hochzeit mit Fraw Agnesen/die Herzog Wilhelms von Aquitania oder Poytou Tochter war: Und da ein unzehliche grosse menge der Gauckler/Spielleuthen und Schalcksnarren dahin kamen/gab er keinem weder Schencke noch Liferung/sondern schickt sie also von ihm hinweg.
Bei einem Aufenthalt Heinrichs IV. kurz vor Weihnachten 1065 wurde einer seiner Begleiter beim Versuch, Lebensmittel zu konfiszieren, von der Bevölkerung erschlagen.
Unter dem Staufer Friedrich Barbarossa wurde im 12. Jahrhundert das engere Pfalzgebiet um einen südlichen Bereich (heute „Zuckerberg“) erweitert und durch einen hohen Mauerring umgeben, so dass ein kleiner burgähnlicher Festungsort entstand. Ländliche Pfalzen wurden nicht mehr gebraucht, dafür befestigte Städte. Deshalb verfielen einige Gebäude des Pfalzgebietes seit dem 13. Jahrhundert, es wurde seit 1402 von Bewohnern überbaut und als Steinbruch benutzt.
Im Jahre 1105 wurde Heinrich IV. in Ingelheim von seinem Sohn Heinrich V. zur Abdankung gezwungen (am 31. Dezember 1105) und bis zu seiner Flucht gefangen gehalten.
Ob Barbarossa sich wirklich hier mit Hildegard von Bingen getroffen hat, wie bisweilen angenommen wird, lässt sich nicht belegen. Die Echtheit eines (undatierten) angeblichen Briefes Barbarossas an die Äbtissin, in der ein Treffen in „Ingelheim“ erwähnt wird, ist weiterhin umstritten. Als Jahr des Treffens wird oft 1163 angenommen, weil Friedrich damals drei Wochen zum Strafgericht in Mainz weilte und währenddessen auch ein Schutzbrief für Hildegards Kloster auf dem Rupertsberg bei Bingen ausgestellt wurde. Als Raststation auf seinen Reisen am Rhein entlang kann Barbarossa auf jeden Fall verschiedentlich die (zum Andenken an Karl den Großen?) renovierte Ingelheimer Pfalz benutzt haben.
Im Zuge der Kämpfe um die Kaiserwürde wurde Nieder-Ingelheim 1249 durch Gegenkönig Wilhelm von Holland und Siegfried III. von Eppstein 40 Tage lang belagert und am 28. März übergeben.

### Niedergang
Seit dem 13. Jahrhundert ging die Bedeutung der Ingelheim Pfalz und damit Nieder-Ingelheims stetig zurück. In den folgenden 250 Jahren sind nur noch acht Aufenthalte von Herrschern bezeugt. Deutlich wird der geschwundene Wert in der Verpfändung des Ingelheimer Grundes durch Ludwig den Bayern an den Mainzer Erzbischof Peter von Aspelt am 16. Januar 1315. Unattraktiv war das Gelände um die Ingelheimer Pfalz aber trotzdem nicht; ob aber im Jahre 1337, wie Rüxner in seinem Turnierbuch berichtet (Nr. 18), von der „Ritterschaft am Rheinstrom“ ein Turnier in Ingelheim durchgeführt wurde, ist sehr fraglich. Rüxner könnte dieses Turnier genau so wie mit Sicherheit die ersten 14 seiner Turniere frei erfunden haben, dieses freilich im Angedenken an die ruhmvolle Bedeutung der Ingelheim Pfalz, die im 14. Jahrhundert aber keinen ausreichenden Rahmen mehr für die prunkvollen städtischen Turniere bieten konnte.
Gleichzeitig stieg das selzaufwärts gelegene Ober-Ingelheim im späteren Mittelalter zu größerer Bedeutung auf. Hier hatten die Ingelheimer Adelsfamilien, die ursprünglich zur Verwaltung der Pfalz gehörten, ihre großen Höfe, darunter die Herren und späteren „Grafen“ von Ingelheim. Auch Ober-Ingelheim wurde mit einer hohen Wehrmauer umgeben, deren stattliche Reste bei der Burgkirche zu besichtigen sind.
Der Ingelheimer Oberhof, ein Schöffengericht aus Ingelheimer Adligen und Bürgern, war über drei Jahrhunderte eine wichtige Berufungsinstanz für umliegende Schöffengerichte, die sich mit der Bitte um Rat nach Ingelheim wandten. Während die meisten dieser Oberhofurteile verloren gegangen bzw. 1944 in Darmstadt verbrannt sind, sind erhebliche Reste der Akten der örtlichen Niedergerichtes, die Haderbücher, Prozessnotizen zu Zivilprozessen, im Ingelheimer Stadtarchiv erhalten und werden zurzeit wissenschaftlich editiert.
Anfang des 13. Jahrhunderts wurde durch eine Stiftung des Ober-Ingelheimer Adels das Zisterzienserinnenkloster Engelthal am Ende der Edelgasse gegründet. Es diente wohl der Versorgung unverheirateter Töchter der Stifterfamilien. Das im Selztal und in Sporkenheim reich ausgestattete Kloster wurde von der Abtei Eberbach im Rheingau geistlich betreut und bestand bis zur Aufhebung nach der Reformation 1573.
Der spätere böhmisch-deutsche Kaiser Karl IV. stiftete am 14. Januar 1354 in der ehemaligen Ingelheimer Pfalz, am angeblichen Geburtsort Karls des Großen, ein Augustiner-Chorherren-Stift, das sogenannte Karlsmünster, das den beiden Namenspatronen Karls geweiht war, dem Heiligen Wenzel und Karl dem Großen (in dieser Reihenfolge!). Die vier Kanoniker des Stiftes mussten Tschechisch sprechen können. Ihre Aufgabe war es wahrscheinlich, sich um die tschechischen Pilger der Karlswallfahrten zu kümmern, die im Gedenken an den als Heiligen verehrten Karl den Großen alle sieben Jahre an einer Wallfahrt nach Aachen teilnahmen, die bis 1776 von Böhmen, Österreich, Steiermark, Slawonien und Ungarn durch Ingelheim hindurch nach Aachen führte. Das Stift war einem Mutterkloster in Prag, dem Karlshof, unterstellt. Im Zuge der Reformation wurde es gleichfalls 1576 säkularisiert, aber das Prager Kloster hielt an seinem Besitz juristisch noch bis ins 18. Jahrhundert fest.
1376 ist ein Hof des deutschen Ordens der Ballei Koblenz in Nieder-Ingelheim bezeugt.
Derselbe Kaiser Karl IV. verpfändete den Ingelheimer Grund am 24. Dezember 1356 erneut, diesmal an die Stadt Mainz. 1375 wurde der offensichtlich nicht mehr benötigte Ingelheimer Grund zusammen mit der Reichsstadt Oppenheim und anderen Reichsorten von Karl IV. an den Kurfürsten Ruprecht I. von der Pfalz verpfändet. Danach erlosch die Reichsunmittelbarkeit allmählich. Gleichwohl zählte Sebastian Münster noch im 16. Jahrhundert in seiner Kosmographie „Ingelheim“ zum „erlauchten Kreis der 81 freien und Reichsstätt im deutschen Land“. In den Folgejahren war aber kein König mehr willens das Pfand auszulösen, so dass im westfälischen Frieden 1648 die Zugehörigkeit Ingelheims zum Kurfürstentum der „Pfalz“ festgeschrieben wurde.
Aber auch unter der pfälzischen Herrschaft, die vierhundert Jahre lang bis zur französischen Revolution dauerte, behielten die Einwohner des Ingelheimer Grundes einen Teil ihrer früheren reichsunmittelbaren Privilegien, die sie von jedem neuen Kurfürsten immer wieder bestätigt bekamen.

## Neuzeit

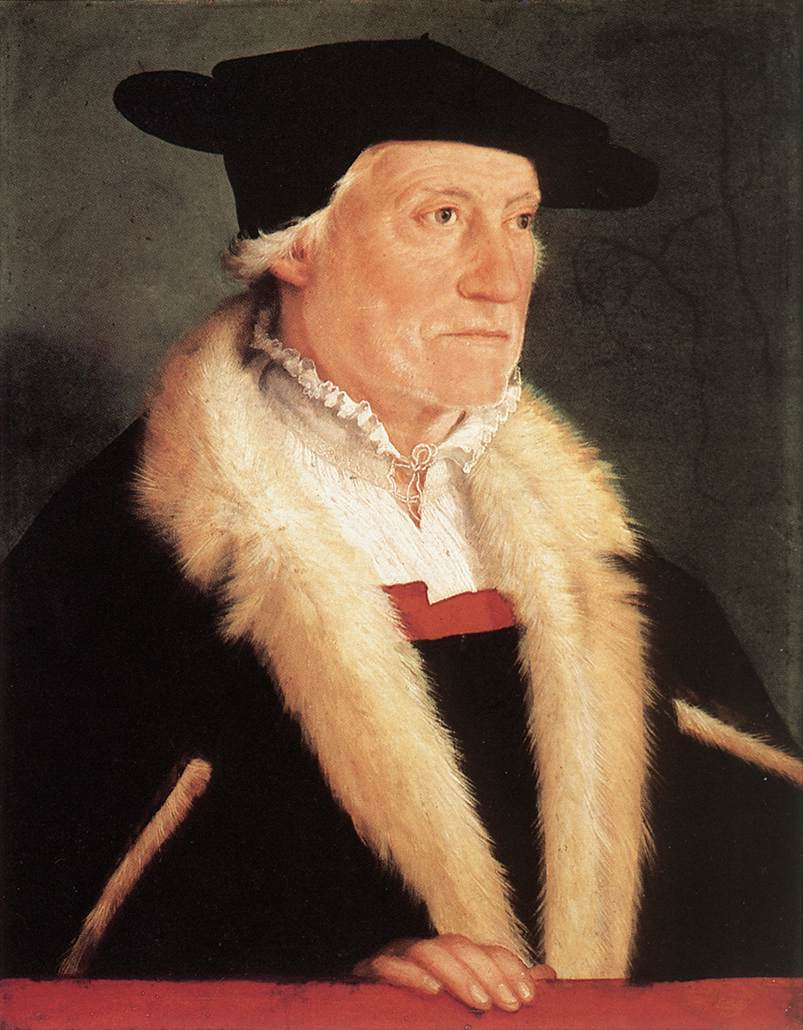
Sebastian Münster, ca. 1550

Im Jahre 1488 wurde der wohl bedeutendste Sohn Ingelheims geboren, der Theologe, Hebraist, Geograph, Historiker, Mathematiker und Herausgeber Sebastian Münster, dessen Porträt den vorletzten Hundertmarkschein zierte. Er war Herausgeber und Mitautor eines der meistgelesenen Bücher des 16./17. Jahrhunderts, der Kosmographie, einer historisch-geographischen Beschreibung der ganzen Welt.
Das untere Selztal des Ingelheimer Grundes unterbrach als kurpfälzisches Gebiet von Alzey her wie ein Sperrriegel den Besitz der Mainzer Erzbischöfe, der sich ansonsten auf beiden Seiten des Rheins von Mainz bis Bingen hinzog. Daher wurde das Ingelheimer Gebiet mit seinem Hafen Frei-Weinheim seit dem 15. Jahrhundert bisweilen zum Zankapfel zwischen Kurpfalz und Kurmainz. Während der Dreißigjährige Krieg auch Ingelheim „völlig ruiniert“ hat und die verbliebenen Einwohner lange Zeit verschuldet waren, waren die Zerstörungen durch die Franzosen im Pfälzer Erbfolgekrieg anscheinend geringer als im sonstigen Pfälzer Gebiet, möglicherweise verhinderte der Graf von Auvergne die Einäscherung.
Mit der kurfürstlichen Düsseldorfer Religionsdeklaration vom 21. November 1705 wurde das dreikonfessionelle Kirchenwesen in der Kurpfalz bestätigt. Die katholische Gemeinde von Nieder-Ingelheim erhielt die vormalige Kilianskirche, die evangelische Gemeinde die Kirchenruine in der Kaiserpfalz, die heutige Saalkirche. In Ober-Ingelheim bekamen die Reformierten die heutige Burgkirche, während die Katholiken sich eine eigene Kirche (St. Michael (Ober-Ingelheim)) bauen mussten.
1737 vermachte der in Ingelheim ansässige und verstorbene General Anton Otto von Cloß in seinem Testament einen Teil seines Ingelheimer Grundbesitzes den Jesuiten, die darauf ein Missionsgut errichten. Die Mission bestand bis zur Auflösung des Ordens am 21. Juni 1773, die soziale Stiftung, die damit verbunden war, aber noch bis zur Versteigerung des Gutes am 27. Juni 1806 durch die französische Verwaltung. Die Bibliothek des Gutes mit 336 Werken war schon am 13. September 1801 öffentlich versteigert worden.
In den Jahren 1792/93 und erneut im Herbst 1797 besetzten französische Revolutionstruppen das linke Rheinufer. Mit dem Frieden von Campo Formio wurden die Kurstaaten aufgelöst. Mit dem Frieden von Lunéville wurde die Annexion 1801 rechtswirksam. Den französischen Truppen dienten die Ingelheimer Orte als Einquartierungs- und Versorgungsgebiet.

### 19. Jahrhundert
Die napoleonische Zeit, in der Ingelheim wie das gesamte linksrheinische Gebiet zu Frankreich gehörte, brachte auch hier den allgemeinen Modernisierungsschub, insbesondere eine große Besitzumschichtung: Säkularisiertes Kirchen- und Adelsgut wurde von Bürgerlichen erworben, es entstand die moderne Besitzstruktur Ingelheims. Der Adel musste Ingelheim verlassen. Eine neuzeitliche straffe Verwaltung wurde eingeführt und Ober-Ingelheim wurde Hauptort eines großen Kantons (von Mombach bis Gau-Algesheim!) im Département du Mont-Tonnerre.

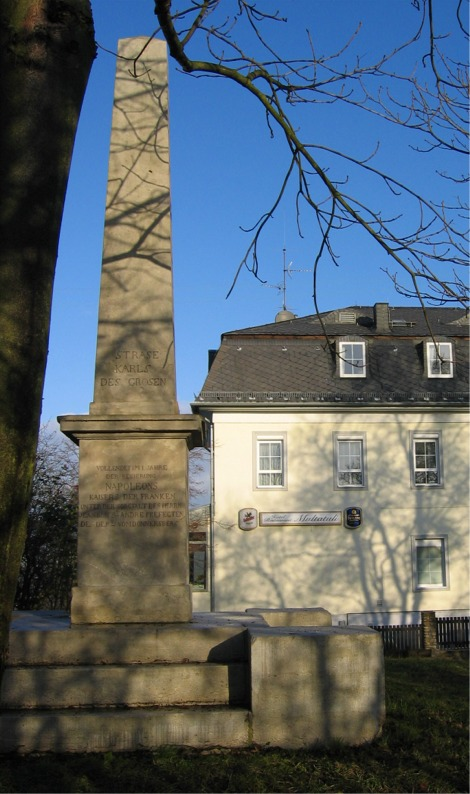
Napoleonstein

Unter dem französischen Präfekten Jeanbon St. André wurde die „Route de Charlemagne“ ausgebaut, eine strategisch wichtige Straße, die von Mainz-Finthen an Wackernheim vorbei und dann fast schnurgerade durch Ingelheimer Gebiet hindurch bis Bingen führte und weiter. An dieser Achse, die möglicherweise einer der alten römischen Straßen folgte, entwickelte sich das Nieder-Ingelheim des 19. Jahrhunderts. An ihren Bau erinnert der zweisprachige sogenannte Napoleonstein gegenüber dem buddhistischen Meditationszentrum der Dhammakaya.
Nach dem Wiener Kongress gehörte das Ingelheimer Gebiet ab 1816 bis zur Grenzziehung der Besatzungszonen nach dem Zweiten Weltkrieg als Teil der Provinz Rheinhessen zum Großherzogtum Hessen bzw. der späteren „Volksstaat“.
Die Revolutionen des 19. Jahrhunderts fanden auch in Ingelheim ihr mehrfaches Echo: Der Ober-Ingelheimer Dr. Martin Mohr war Mitglied des Frankfurter Paulskirchenparlamentes bis zu seiner Auflösung 1849 in Stuttgart. Den Aufständischen in der Pfalz schlossen sich unter anderem auch Freischärler aus der Ingelheimer Region an, darunter allein aus Ober-Ingelheim angeblich ca. 270 Männer. Zwei Tage vor deren Gefecht bei Kirchheimbolanden fand in Ingelheim am 12. Juni 1849 sogar ein Attentat auf den Anführer der preußischen Truppen statt, den Kronprinzen und späteren Kaiser Wilhelm I. Aus einem Kornfeld etwa im heutigen Zentrum von Ingelheim wurde auf die Fahrzeuge des Kronprinzen ein Pistolenschuss abgefeuert, der aber nicht den Wagen des Kronprinzen traf, sondern den Postillon Johannes K. J. Fries eines zweiten Wagens verwundete. Ein später verhafteter 26-jähriger Schneidermeister-Sohn aus Nieder-Ingelheim, Adam Schneider, wurde 1850 in Mainz mangels Beweisen freigesprochen.
Im noch ländlichen Nieder-Ingelheim siedelten sich nun einige zum Teil sehr wohlhabende (groß-)bürgerliche Familien an, die sich auch als Wohltäter Nieder-Ingelheims einen Namen machten:
- 1841 der Niederländer Albert de Roock
- 1855 die Familie von Harder (er Niederländer, sie aus St. Petersburg)
- 1859 das aus einer Frankfurter Bankiersfamilie stammende Ehepaar Wilhelm von Erlanger und seine junge Ehefrau Caroline (von Bernus).
- 1880 der niederländische Kolonialbeamte und Schriftsteller Eduard Douwes Dekker, genannt Multatuli, der sich allerdings in seinem Haus oberhalb von Ingelheim völlig von der Ingelheimer Bevölkerung abschottete
- 1900 ersteigerte ein Sohn der Industriellenfamilie Opel aus Rüsselsheim, Heinrich Opel, das größte Hofgut Rheinhessens mit dem Schloss Westerhaus gegenüber von Ober-Ingelheim.

#### Industrielle Revolution
Die zweite Hälfte des 19. Jahrhunderts brachte Ingelheim nach der französischen die zweite tiefgreifende Revolution, die Industrialisierung, die bis heute das Gesicht der Ingelheimer Orte immer weiter verändert. Durch den Bau der hessischen Ludwigsbahn 1859 von Mainz nach Bingen wurde das Nieder-Ingelheimer Gelände am neuen Bahnhof zum geschätzten Ansiedlungsbereich für Industriebetriebe – Nieder-Ingelheim wurde industrialisiert.
Unter den verschiedenen Industriebetrieben, die teilweise freilich nur kurze Zeit bestanden, ragt ein chemisches Unternehmen heraus: Dr. h. c. Albert Boehringer, später Ehrenbürger Nieder-Ingelheims, kaufte 1882 eine Weinsteinfabrik, aus der sich das heute weltweit tätige Pharma-Unternehmen Boehringer Ingelheim entwickelt hat, das sich noch immer in Familienbesitz befindet. In Ingelheim liegt zum einen die Konzernzentrale von C. H. Boehringer Sohn mit 152 Gesellschaften auf allen Kontinenten und weltweit 36.000 Mitarbeitern sowie die Produktionsstätten von Boehringer Ingelheim.
Die Industrialisierung wandelte zuerst die Struktur Nieder-Ingelheims grundlegend: Das bäuerliche Dorf wurde immer stärker durch Industriearbeiter und Angestellte und ihre neuen Siedlungen in Fabriknähe geprägt, so dass die Bevölkerungszahl Nieder-Ingelheims im 20. Jahrhundert die von Ober-Ingelheim überholte. Das heutige moderne Zentrum des vereinten Ingelheims zwischen Bahnhof und neuem Rathaus ist aus dieser Industrialisierung entstanden.

### 20. Jahrhundert
Der nationalistische Geist des neuen Kaiserreiches fand auch in Ingelheim seinen markigen Ausdruck durch den Bau eines Bismarckturms auf dem Westerberg, der heute ein beliebtes Ausflugsziel darstellt (Einweihung 1911). Von 1904 bis 1985 war sogar eine zweite Eisenbahnstrecke in Betrieb, die Selztalbahn, die vom modernisierten Frei-Weinheimer Hafen das Selztal hinauf bis Partenheim fuhr, unter anderem den Zuckerrübentransporten dienen sollte und daher das „Zuckerlottchen“ genannt wurde. Im Februar 1904 wurde bei Ausschachtungsarbeiten für die Winzergenossenschaft Nieder-Ingelheim ein römischer Münzschatz mit Prägungen der Kaiser(innen) Konstantin I., Konstantin II., Theodora und Helena gefunden.
Die sich verstärkende Industrialisierung und die bessere Verkehrsanbindung führten zu einem starken Bevölkerungswachstum in allen Ingelheimer Orten, das sich in zahlreichen Neubaugebieten niederschlug. Ober- und Nieder-Ingelheim wuchsen an und zwischen den Achsen Grundstraße und Bahnhofstraße immer enger zusammen, auch an der Rheinstraße nach Frei-Weinheim entstanden neue Siedlungen. Neue Volksschulen, Turnhallen, Kirchen, die „Rheinhessische“ (Energie- und Wasserversorgungs-GmbH) und ein Krankenhaus wurden gebaut; eine Realschule gab es als höhere Bürgerschule in Ober-Ingelheim.
Von 1909 bis 1914 führte Christian Rauch umfangreiche Grabungen im ehemaligen Pfalzgebiet, dem so genannten Saal, durch und legte große Teile der alten Pfalz wieder frei.

#### Erster Weltkrieg
Nach dem Ersten Weltkrieg gehörte Ingelheim zum Volksstaat Hessen.

#### Weimarer Republik
Von 1918 bis 1930 war Ingelheim französisch (und zuletzt britisch) besetzt. Im Zusammenhang mit dem passiven Widerstand gegen die Ruhrbesetzung kam es 1923 zu zahlreichen Ausweisungen. Versuche, die Ingelheimer Gemeinden schon damals zu vereinigen, scheiterten an überaus starken lokalpatriotischen Gegensätzen.
Auch in den Ingelheimer Orten übernahmen 1933 die Nationalsozialisten die Macht, die demokratisch gewählten Bürgermeister von Ober- und Nieder-Ingelheim, Kitzinger und Dr. Rückert, wurden abgesetzt, Gegner des Nationalsozialismus wurden verfolgt, jüdische Bürger diskriminiert und vor allem nach der Reichspogromnacht 1938, der die 1841 erbaute Ober-Ingelheimer Synagoge zum Opfer fiel, enteignet und in die Emigration getrieben. Während 1925 in beiden Ingelheim noch 130 Juden gelebt hatten, waren es zum 31. Dezember 1938 noch 76 und zum Jahresende 1939 noch 30 Personen. Die letzten verbliebenen jüdischen Familien wurden 1942 in Vernichtungslager deportiert; von ihnen kehrte eine einzige Person zurück.
Wie im sonstigen Reich wurden auch aus Ingelheim stammende Behinderte und Sinti und Roma getötet und in Ingelheimer Betrieben während des Krieges Fremdarbeiter und Zwangsarbeiter beschäftigt.
Am 1. April 1939 entstand durch Erlass des hessischen Gauleiters Jakob Sprenger, aber auch nach Vorgesprächen mit den Ingelheimern, aus den bis dahin selbständigen Ortschaften Nieder-Ingelheim, Ober-Ingelheim, Frei-Weinheim und Sporkenheim die Stadt Ingelheim am Rhein. Diesen Zusammenschluss bestätigte nach der Zeit des Nationalsozialismus 1947 der neu gewählte demokratische Stadtrat.
Während des Krieges wurde die Stadt nur von einzelnen verirrten Bomben oder gezielt von Jagdbombern getroffen, aber durch Kampfhandlungen nicht nennenswert zerstört, so dass die Arbeitsplätze erhalten blieben und die Stadt ihrerseits eine große Anzahl Ausgebombter aus Mainz und nach dem Krieg Flüchtlinge und Vertriebene aufnehmen konnte. Insgesamt zählte Ingelheim im Zweiten Weltkrieg 572 Gefallene und 98 Vermisste.
Am oder in der Nacht zum 16. März 1945 erreichten erste Meldungen über auf Ingelheim vorrückende alliierte Truppen die Stadt. Nach einer Besprechung des Volkssturmes in der Nacht zum 17. März fanden sich am darauffolgenden Tag an vielen Plätzen der Stadt Anschläge des Volkssturmkommandanten Hermann Berndes mit dem Aufruf die Waffen niederzulegen und an einem zentralen Sammelpunkt abzuliefern, um unnötige Opfer zu vermeiden. Bereits errichtete Panzerhindernisse ließ Berndes niederbringen. Er wurde daraufhin am 18. März durch ein Schnellgericht unter Major Kraffert, dem Kampfkommandanten der Stadt, standrechtlich abgeurteilt und auf dem Rathausplatz in Nieder-Ingelheim erhängt.
Am 20. März besetzten amerikanische Truppen der 90. US-Division, aus südlicher und südwestlicher Richtung kommend, fast kampflos die Stadt. Auf die Verteidigung der Stadt durch den Volkssturm wurde auf Grund des vorangegangenen Aufrufes verzichtet. Gegen 15:00 Uhr setzten sich die Spitzen der Stadtverwaltung, der Polizei sowie der Kampfkommandant und Gefolge über den Rhein in Richtung Wiesbaden ab. Um 17:30 Uhr übergaben Stadtoberinspektor Friedrich Weitzel als Bevollmächtigter der Stadt sowie Wilhelm Fries als Dolmetscher Ingelheim an die amerikanischen Truppen.
Da Ingelheim zur französischen Besatzungszone gehören sollte, übernahmen am 10. Juni 1945 französische Besatzungstruppen die Kontrolle.

#### Nachkriegszeit seit 1945
1946 konstituierte sich der erste frei gewählte Stadtrat nach dem Krieg. Zum ersten Bürgermeister der Stadt wurde Dr. Georg Rückert (SPD) gewählt. Erster Beigeordneter wurde Wilhelm Fries, der Rückert in der Wahl zum Bürgermeister mit nur einer Stimme unterlegen war.
Die Gründung der neuen Universität in Mainz 1946 durch die Franzosen brachte Ingelheim den Zuzug einiger Professoren, die im stark zerstörten Mainz selbst keine Unterkunft finden konnten. So entwickelte sich im Ingelheim der Nachkriegszeit ein reges kulturelles Leben. Ingelheim gab sich 1947 eine Volkshochschule. Die Zuweisung vieler Flüchtlinge und Vertriebener machte einen verstärkten Wohnungsbau in Ingelheim nötig. Handel und Gewerbe profitierten davon, mehrere neue Wohn- und Gewerbegebiete entstanden, die Stadt wuchs weiter, auch durch zahlreiche Pendler zu den Arbeitsplätzen des Rhein-Main-Gebietes.
Nachdem die bisherige „Höhere Bürgerschule“ 1946 unter französischem Einfluss zu einem Gymnasium ausgebaut worden war, musste auch für diese Schule ein neues Gebäude gesucht werden. So entstand ab 1960 das „Sebastian-Münster-Gymnasium“, zu dem noch weitere Schule kamen: 1972 eine neue Realschule, die „Kaiserpfalz-Realschule“, die Integrierte Gesamtschule „Kurt Schumacher“ sowie eine Berufsschule. Es entstanden ein Altersheim und ein Haus der Jugend; 1966 wurde ein Frei- und Hallenbad eingeweiht.
Im Verlauf der Kommunalreform wurde am 22. April 1972 der Ort Großwinternheim im Selztal eingemeindet, dessen frühere Selbständigkeit heute noch ihren Ausdruck in einem eigenen Ortsvorsteher findet.
Ab 1984 wurden die Rheindeiche verbessert, um die Hochwasserbedrohung Frei-Weinheims zu verringern. Die Flutung des 2006 eingeweihten Polders Ingelheim war die erste eines gesteuerten Polders am Rhein in Rheinland-Pfalz.
1982 wurde das neue zentrale Rathaus eingeweiht.
Nach Errichtung der runden Kreisverwaltung in den Jahren 1994/95 wurde Ingelheim ab 1996 offiziell die Kreisstadt des Landkreises Mainz-Bingen.

### Bürgermeister vor 1939
Bürgermeister vor der Stadtgründung
- Nieder-Ingelheim
  - Johann Baptist Werner um 1860
  - Weitzel um 1881
  - Leonard Muntermann (DDP, 1912 – 7. April 1932)

- Ober-Ingelheim
  - Georg Rückert (Februar 1932 – April 1933)
  - Gaul (1933–)

### (Ober-)Bürgermeister seit 1939
Bürgermeister seit 1946, Oberbürgermeister ab 1972
- 1939–1945: Franz Bambach (NSDAP)
- 15. April 1945–23. Juni 1945: Georg Schick
- 23. Juni 1945–Anfang 1949: Georg Rückert (SP)
- Anfang 1949–1. Oktober 1956: Heinz Brühne (SPD)
- 1957–1966: Heinz Kühn
- 1966–1972: Hans-Ulrich Oehlschlägel, BM (SPD)
- 1972–1976: Hans-Ulrich Oehlschlägel, OB (SPD)
- 1976–1996: Anno Vey (CDU)
- 1996–2012: Joachim Gerhard (CDU)
- seit Januar 2012: Ralf Claus (SPD)

### Ergebnisse der Stadtratswahlen seit 1946
- 1946
  - CDU: 42,2 %
  - SPD: 26 %
  - KPD: 9,2 %
  - Liste Gemünden/Gaul: 22,6 %

Wahlberechtigte: 6899
Wahlbeteiligung: 88,6 %
- 1948
  - CDU: 35,1 %
  - SPD: 33,1 %
  - DP: 25,3 %
  - KP: 6,5 %

- 9. November 1952
  - Freie Bürgerliste Rausch: 40,1 %, 2882 Stimmen – 11 Sitze
  - SPD: 23,04 %, 1656 Stimmen – 6 Sitze
  - CDU: 22,43 %, 1612 Stimmen – 6 Sitze
  - FDP: 10,21 %, 734 Stimmen – 2 Sitze
  - KPD: 4,2 %, 303 Stimmen

Wahlberechtigte: 9488
Wahlbeteiligung: 77,76 %, 7378 Stimmen, 7187 gültige Stimmen
- 1956
  - SPD: 36,79 %, 2611 Stimmen – 9 Sitze
  - CDU: 27,06 %, 1920 Stimmen – 7 Sitze
  - Wählergruppe Bambach: 24,45 %, 1735 Stimmen – 6 Sitze
  - FDP: 11,7 %, 830 Stimmen – 3 Sitze

Wahlberechtigte: 9979
Wahlbeteiligung: 72,62 %, 7247 Stimmen, 7096 gültige Stimmen
- 23. Oktober 1960
  - SPD: 42,61 %, 3114 Stimmen – 11 Sitze
  - CDU: 36,65 %, 2679 Stimmen – 10 Sitze
  - FDP: 16,92 %, 1237 Stimmen – 2 Sitze
  - Wählergruppe Kaufmann: 3,82 %, 279 Stimmen

Wahlberechtigte: 10.695
Wahlbeteiligung: 70,14 %, 7502 Stimmen, 7309 gültige Stimmen
- 25. Oktober 1964
  - SPD: 51,7 % – 13 Sitze (absolute Mehrheit)
  - CDU: 34,7 %, 2800 Stimmen – 9 Sitze
  - FDP: 13,6 %, 1098 Stimmen – 3 Sitze

Wahlberechtigte: 11.369 (50a CDU) 11312 (40a Ing)
Wahlbeteiligung: 72,77 %, 8231 Stimmen (50a CDU) 8232 (40a Ing)
- 8. Juni 1969
  - CDU: 37,15 %, 3397 Stimmen – 12 Sitze
  - SPD: 34,45 %, 3150 Stimmen – 11 Sitze
  - FDP: 10,45 %, 956 Stimmen – 3 Sitze
  - Freie Wählergruppe Kaege: 17,95 %, 1641 Stimmen – 5 Sitze

Wahlberechtigte: 12.295
Wahlbeteiligung: 75,51 %, 9309 Stimmen, 9144 gültige Stimmen
- 23. April 1972
  - SPD: 41,99 %, 4263 Stimmen – 14 Sitze (nach 40a 4264)
  - CDU: 38,92 %, 3952 Stimmen – 12 Sitze
  - FDP: 8,79 %, 892 Stimmen – 2 Sitze
  - Wählergruppe Kaege: 10,28 %, 1044 Stimmen – 3 Sitze

Wahlberechtigte: 13.992
Wahlbeteiligung: 73,46 %, 10.280 Stimmen, 10.153 gültige Stimmen
- 17. März 1974
  - CDU: 46,6 %, 5092 Stimmen – 17 Sitze (40a: 46,40 %)
  - SPD: 34,34 %, 3769 Stimmen – 12 Sitze
  - FDP: 10,26 %, 1126 Stimmen – 3 Sitze
  - FWG: 8,98 %, 986 Stimmen – 3 Sitze

Wahlberechtigte: 14.027
Wahlbeteiligung: 79,17 %, 11.106 Stimmen, 10.973 gültige Stimmen
- 10./11. Juni 1979
  - SPD: 42,12 %, 4322 Stimmen – 14 Sitze
  - CDU: 41,52 %, 4261 Stimmen – 13 Sitze
  - FDP: 8,21 %, 842 Stimmen – 2 Sitze
  - FWG: 8,15 %, 837 Stimmen – 2 Sitze

Wahlberechtigte: 14.238
Wahlbeteiligung: 73,54 %, 10.470 Stimmen, 10.262 gültige Stimmen
- 17. Juni 1984
  - CDU: 40,7 %, 4576 Stimmen – 15 Sitze
  - SPD: 44,1 %, 4966 Stimmen – 16 Sitze
  - FDP: 7,8 % – 2 Sitze
  - FWG: 10,6 % – 2 Sitze
  - DKP: 1 % – 112 Stimmen

Wahlberechtigte: 15408
Wahlbeteiligung: 74,9 %, 11.252 gültige Stimmen
- 18. Juni 1989
  - SPD: 41,0 % – 15 Sitze
  - CDU: 31,2 % – 11 Sitze
  - FWG: 10,6 % – 4 Sitze
  - FDP: 7,75 % – 3 Sitze
  - Grüne: 7,38 % – 2 Sitze

- 12. Juni 1994
  - SPD: 36,6 % – 13 Sitze
  - CDU: 31,0 % – 11 Sitze
  - FWG: 6 Sitze
  - Grüne: 4 Sitze
  - FDP: 2 Sitze

Wahlbeteiligung: 70 %, 11.781 Stimmen